# Malin 1
Malin 1은 거대한 저표면밝기 은하(LSB)의 원반 은하이다. 직경우 약 65만 광년으로, 현재 가장 큰 나선 은하 중 하나로써 우리 은하의 약 6.5배나 된다. 이 은하는 천문학자 데이비드 말린에 의해 발견되었고, 최초로 존재가 확인된 LSB 은하이다. 또한, 처음으로 발견된 거대 LSB 은하이기도 하다. 높은 표면 밝기를 가진 중심부의 나선은 약 3만 광년을 가로지르고, 팽대부는 약 1만 광년 정도 된다. 중심부의 나선은 SB0a의 막대 나선형이다.
Malin 1은 여러 면에서 특이하다. 이 은하는 현재까지 관측된 것 중에서 가장 큰 막대나선은하일 것이다.
Malin 1은 후에 Malin 1B와 SDSS J123708.91+142253.2로 명명된 두 은하와 상호 작용하고 있는 것으로 밝혀졌다. Malin 1B는 Malin 1의 중심으로부터 약 14 킬로파섹(약 45,700 광년) 떨어진 곳에 위치하고, Malin 1의 중심 막대의 형성의 원인이 되었을 것이다. 한편, SDSS J123708.91+142253.2는 거대하고 희미한 Malin 1의 헤일로에 위치해있다. 그리고 기조력을 통해 매우 커진 낮은표면밝기의 원반의 형성을 야기한 원인이 될지도 모른다.
Malin 1은 한 때 우리 은하의 약 1,000배에 이를 만큼 거대했을 것으로 생각되었다. 그러나 많고 자세한 연구 덕에, 이 은하의 낮은표면밝기 원반의 크기는 아주 정밀하게 측정되었다.

## 같이 보기
- NGC 6872 또 다른 가장 거대한 나선 은하 중 하나이다.
- NGC 262 또 다른 거대한 나선 은하이다.

- NGC 6872